# Jacob Weitman
Jacob Weitman född 5 juli 1936, är en svensk fysiker, företagare och uppfinnare. Weitman har varit verksam i flera teknikområden och har sammanlagt erhållit drygt ett trettiotal patent i Sverige, USA, EU, Tyskland, Indien med flera länder. 

## Biografi
Weitman studerade fysik vid KTH i Stockholm och var under studietiden ett år redaktör för kårtidningen. Han var därefter i början på 1960-talet engagerad i reaktorfysikalisk forskning vid Sveriges första kärnreaktor R1 vid KTH och publicerade arbeten om resonansintegralmätningar på uran och torium. Tillsammans med en grupp under ledning av Eric Hellstrand räknas Weitman till pionjärerna inom svensk reaktorfysik. 
Efter tiden vid R1 flyttade Weitman till Nyköping och var verksam vid forskningsstationen Studsvik, först som sekreterare i säkerhetskommittén, sedan som gruppchef med ansvar för strålskärmsfysik och slutligen under Ragnar Nilsson som ledare för en diversifieringsgrupp med uppgift att bredda verksamheten i Studsvik mot kommersiella tillämpningar. 
Efter Studsvikstiden var Weitman 1972–1975 verksam som vVD i Instrument AB Scanditronix, ett företag som hade grundats av dåvarande SAAB-Scaniachefen Curt Mileikowsky för att exploatera svenska tekniska forskningsresultat. Under Scanditronixåren samarbetade Weitman med Rune Walstam, chef vid Karolinska institutets Radiofysiska Institution. Detta samarbete resulterade i en framgångsrik internationell lansering av "Modern Clinical Dosimetry". Ansträngningarna att lansera den av Olle Wernholm vid KTH framtagna elektronacceleratorn mikrotronen som konkurrent till linjäracceleratorn för tumörbestrålning ledde dock inte till kommersiell framgång. 
Inspirerad av det stora intresset för energibesparing och energieffektivisering efter den första oljekrisen 1973 grundade Weitman 1976 företaget Radscan AB inriktat på att inom tunga processindustrier kombinera energiåtervinning och rening av processfluider på ett sådan sätt att energiåtervinningen betalade för reningen och gjorde den lönsam. Radscan hade betydande exportframgångar med av Weitman patenterade uppfinningar inom värmeväxlare, kondensorer och elektrofilter och leddes av Weitman som VD fram till 1998. Tillsammans med efterträdaren Råbe inledde Weitman ett samarbete med Fagersta Intervex, vilket utvecklades till Radscan Intervex AB och blev en ledande leverantör av stora system för kondenserande rökgaskylning. I många städer i Sverige kommer 20-25 % av energin i fjärrvärmesystemen från Radscan Intervex rökgaskondensorer. 
Weitman lämnade Radscan 2001. År 2002 grundade han InMoDo AB på grundval av egna patentansökningar inom området datorseende. InMoDo inledde nära samarbete med professorn i datorseende Jan Olof Eklundh och hans grupp vid KTH. Samarbetet ledde bland annat till utveckling av nya typer av optiskt validerbara mobilbiljetter, som introducerades i ett flertal länder. Efter försäljning 2012 av sina aktier i InMoDo till det danska bolaget Unwire ApS lämnade Weitman InMoDo 2013.